# Cristina Rus
Cristina Rus (n. Cluj Napoca, 21 de junio de 1981, cuyo nombre de casada es Cristina Bălteanu) es una cantante, bailarina y modelo rumana. Saltó a la fama en Rumania por su éxito junto a Andreea Bănică en el grupo Blondy y, posteriormente, como cantante en solitario. Ha aparecido en dos ocasiones en el top 5 de MTV Rumania con sus sencillos "Viata mea" y "I Don't See Ya".

## Carrera profesional
Cristina comenzó su carrera como modelo con 14 años, trabajando con famosos diseñadores rumanos como Catalin Botezatu o Zina Dumitrescu. A medida que aumentaba su pasión por la música, Cristina comenzó a recibir clases de canto en la escuela musical de Cluj Napoca y más tarde fue descubierta por Sandy Deac, del grupo Desperado, y emprendió su carrera musical.
En 2001 conoció a Andreea Bănică, de Exotic, un cantante que quería trabajar con Cristina y juntos crearon Blondy, que cosechó importantes éxitos en las listas rumanas con sencillos como "Ai gresit", "Fiesta", "Numele tau" o "Cu tine vreau sa traiesc". Sin embargo, tres años después el dúo se desintegró y sus integrantes emprendieron sus respectivas carreras musicales en solitario.
Cristina Rus ha aparecido en varias ediciones de revistas como FHM Rumania y High, de las que fue elegida como una de las celebridades femeninas rumanas más atractivas en ambas revistas.

## Vida personal
Cristina Rus contrajo matrimonio con el millonario Dragoş Bălteanu, con quien tiene un hijo nacido el 16 de abril de 2010. La cantante y modelo rumana negó que su marido le prohibiera aparecer en público desde que se conoció el embarazo de la rumana, hecho que coincidió con una desaparición de Cristina de la escena mediática rumana. La cantante aseguró que los rumores eran "estúpidos". En esas mismas declaraciones, Cristina reveló que estaba preparando un nuevo sencillo musical.